# Ernest C. Warde
Ernest C. Warde (né le 6 août 1874 à Liverpool, en Angleterre et mort, le 9 septembre 1923  à Los Angeles, aux États-Unis) est un acteur et réalisateur anglo-américain du cinéma muet.

## Biographie
Fils de Frederick Warde, célèbre acteur shakespearien venu aux États-Unis en 1875, c'est dans ce pays qu'Ernest C. Warde fit carrière au cinéma à partir des années 1910.

## Filmographie complète

### Acteur
1914
- The White Rose, de Jack Harvey : Père de George
- The Reader of Minds, de Carroll Fleming
- The Amateur Detective, de Carroll Fleming : Pat
- Mrs. Van Ruyter's Stratagem, de Carroll Fleming
- Keeping a Husband : John Strong
- The Turning of the Road, de Carroll Fleming : Bill Kent
- The Face at the Window, de Arthur Ellery
- The Diamond of Disaster, de Carroll Fleming : Le fakir
- The Cripple : M.. Jameson
- The Varsity Race, de Carroll Fleming
- Sis : Clarke
- Mother's Choice : Père de George
- II Conscience : Blind Baggage Jake

1915
- Her Confession : Père Morey
- The Commuted Sentence, de lui-même (rôle secondaire indéterminé)
- Tracked Through the Snow : Rick, un hors-la-loi
- A Maker of Guns, de George Foster Platt
- Crossed Wires, de Frederick Sullivan
- Which Shall It Be?, de lui-même : Fermier Selden, le père
- The Angel in the Mask, de George Foster Platt
- The Refugee : Le français aristocrate
- Monsieur Nikola Dupree : Monsieur Nikola Dupree
- Movie Fans, de Arthur Ellery : (crédité Ernest Warde)
- Fashion and the Simple Life : Le vendeur (crédité Ernest Warde)
- The Handicap of Beauty, de Arthur Ellery (crédité Ernest Warde)
- The Undertow, de John Harvey (crédité Ernest Warde)
- The Skinflint, de Jack Harvey : Silas Keene, le radin
- The Stolen Jewels, de John Harvey
- The Final Reckoning : Pietro
- On the Brink of the Abyss, de Sidney Bracey
- A Newspaper Nemesis, de John Harvey : Spike - Burgler
- $1,000 Reward, de John Harvey : Red Hogan
- Check No. 130, de Jack Harvey : Harry Dana

1916
- King Lear, de lui-même : Le fou du roi
- Hidden Valley, de lui-même : Le grand prêtre (crédité Ernest Warde)
- The Knotted Cord, de William Parke : Richard Van Dyke, un millionnaire

1917
- War and the Woman, de lui-même : Lieutenant Fredericks

1919
- The Midnight Stage, de lui-même : 'Rat' McGrough

1923
- Blow Your Own Horn, de James W. Horne : Gillen Jolyon
- Ruth of the Range, de lui-même : Robert Remington

### Réalisateur
1915
- In Baby's Garden
- The Commuted Sentence
- The Light on the Reef
- The Road to Fame
- The Bowl-Bearer
- The Crogmere Ruby
- Cupid in the Olden Time
- Getting the Gardener's Goat
- Fifty Years After Appamattox
- Which Shall It Be?

1916
- King Lear
- Hidden Valley (crédité Ernest Warde)
- The Cruise of Fate
- Silas Marner (crédité Ernest Warde)
- Bubbles in the Glass

1917
- The Man Without a Country
- The Woman in White
- Hinton et Hinton
- The Woman and the Beast
- Her Beloved Enemy (crédité Ernest Warde)
- The Vicar of Wakefield
- War and the Woman

1918
- Three X Gordon
- Prisoners of the Pines
- Le Juif polonais (The Bells)
- L'Affaire du grand central (A Burglar for a Night)
- One Dollar Bid
- Un garçon parfait (More Trouble)
- L'Heure du pardon (Ruler of the Road)

1919
- The Joyous Liar
- The Lord Loves the Irish
- Les Naufrageurs (The False Code)
- The World Aflame
- A White Man's Chance
- The Master Man
- Gates of Brass
- A Man in the Open
- The Midnight Stage

1920
- The Coast of Opportunity
- The Devil to Pay
- The House of Whispers
- $30,000
- The Green Flame
- Number 99
- The Dream Cheater
- Live Sparks

1922
- Trail of the Axe

1923
- Ruth of the Range